# SO Millau
Le Stade Olympique Millavois est un club omnisports français basé à Millau, dans le département de l'Aveyron.

## Sections
- Football Voir Stade Olympique Millavois (football)
- Rugby à XV Voir Stade olympique millavois rugby Aveyron